# Медведевка (Харьковская область)
Медведевка (укр. Медведівка) — село,
Медведевский сельский совет,
Кегичёвский район,
Харьковская область, Украина.
Код КОАТУУ — 6323182701. Население по переписи 2001 года составляет 625 (292/333 м/ж) человек.
Является административным центром Медведевского сельского совета, в который, кроме того, входит село
Золотуховка.

## Географическое положение
Село Медведевка находится на реке Берестовая, выше по течению примыкает село Лозовая, ниже по течению на расстоянии в 1 км расположены сёла Золотуховка и Кофановка.

## История
- 1775 — дата основания. В советское время я помню что село это моего отца и деда называлось Медвёдовка. Есть там Турецкий вал имеющий земляную насыпь и ров. Через определенные промежутки имеются круговые укрепления с местом для сигнальных костров. Вал тот я лично видел 26 лет назад. Предназначался он для отражения набегов татар.

## Экономика
- Молочно-товарная ферма.

## Объекты социальной сферы
- Школа, детский сад

## Достопримечательности
- Братская могила советских воинов. Похоронено 219 воинов.